# Cornelis Franciscus Scheffer
Cornelis Franciscus (Cees) Scheffer (Oudenbosch 30 maart 1911 - Tilburg, 3 februari 1979) was een Nederlands bedrijfseconoom, en hoogleraar bedrijfshuishoudkunde aan de Universiteit van Indonesië en de Roomsch Katholieke Handelshoogeschool in Tilburg.

## Levensloop
Scheffer studeerde van 1931 tot 1935 economie aan de Roomsch Katholieke Handelshoogeschool in Tilburg. Na enige jaren in de praktijk promoveerde hij hier bij J.M. Pieters in 1951 op het proefschrift Het bankwezen in Indonesië sedert het uitbreken van de Tweede Wereldoorlog.
In 1936 was Scheffer gestart bij het effectenkantoor Louis Korijn & Co in Rotterdam, en werkte zich in drie jaar op tot directeur van de Nederlandsche Middenstands-bank (NMB) in Venlo. Gedurende de oorlog behield hij deze positie, maar daarna vertrok hij naar Indië.
In 1953 werd Scheffer hoogleraar aan de Universiteit van Indonesië in Jakarta, waarbij hij een inaugurale rede hield over Enige aspecten van de verhouding tussen de staat en het algemene bankwezen. Terug in Nederland twee jaar later werd hij hoogleraar bedrijfshuishoudkunde aan de Roomsch Katholieke Handelshoogeschool in Tilburg. Deze keer ging zijn inaugurale over de Indeling en ontleding van de vraagstukken behorende tot het financiewezen van de onderneming op basis van de traditionele geldfuncties. 
In Tilburg is Scheffer tweemaal voor een periode rector magnificus geweest; voor een periode van jaar in 1963-64, en een periode van vijf jaar van 1968 tot 1973. In 1976 ging Scheffer met emeritaat.

## Publicaties
- 1951. Het bankwezen in Indonesië sedert het uitbreken van de Tweede Wereldoorlog. Proefschrift Tilburg.
- 1961. Geld en overheid : de kringloop van het geld en de invloed van de overheid. Met M.J.H. Smeets. Utrecht : Het Spectrum.
- 1962. Financiële notities. 's-Gravenhage : Delwel.
- 1966. Kernproblemen der bedrijfseconomie. Amsterdam : Agon Elsevier.
- 1971. Encyclopedie van de bedrijfseconomie. Deel 2B: Financiering : begripsbepaling, probleemstelling, de behoefte aan vermogen, het aanbod van financieringsmiddelen, de financiële structuur. Met Abram Mey en Mathieu Smeets. Bussum : De Haan.
- 1976. Geld en onderneming : opstellen aangeboden aan prof. dr. C. F. Scheffer ter gelegenheid van zijn afscheid als gewoon hoogleraar aan de Katholieke Hogeschool Tilburg. H.W.J. Bosman (red).
- 1977. The institutional organization of industrial investment credit throughout the world : with special reference to long-term credit banks. Leyden : A.W. Sijthoff